# Chigozie Agbim
Chigozie Agbim (* 28. November 1984 in Kaduna) ist ein ehemaliger nigerianischer Fußballspieler.

## Sportlicher Werdegang
Agbim debütierte für den unterklassig antretenden Court of Appeal FC im Erwachsenenbereich, ehe der Torhüter sich 2002 dem in der Nigeria Professional Football League antretenden Gombe United FC anschloss. 2002 wechselte er zum amtierenden sudanesischen Meister al-Merreikh Omdurman in die Premier League, kehrte aber nach einem Jahr in sein Heimatland zurück und spielte eine Saison beim Nigeria Port Authority FC. Anschließend lief er bis 2009 für die Rangers International auf, ehe er zum mittlerweile zum in Warri Wolves FC umbenannten vormaligen NPA FC zurückkehrte. Nach zwei Spielzeiten ging er wieder den umgekehrten Weg und wurde 2012 mit den Rangers International Vizemeister. Parallel spielte er sich in die nigerianische Nationalmannschaft, für die er im Januar des Jahres bei einem 0:0-Unentschieden gegen Angola debütierte. Beim Afrika-Cup 2013 stand er  unter Nationaltrainer Stephen Keshi im Kader, war aber beim Titelgewinn gemeinsam mit Austin Ejide nur Ersatzmann hinter Vincent Enyeama. Ebenso blieb ihm beim FIFA-Konföderationen-Pokal 2013 nur die Rolle des Ersatzmanns.
Anfang 2014 wechselte Agbim zurück zum Gombe United FC, vor Saisonbeginn lief er noch für die Nationalelf bei der Afrikanischen Nationenmeisterschaft 2014 auf. Dort stand er in Abwesenheit der beiden im UEFA-Bereich und damit nicht freigegebenen Konkurrenten im Tor und erreichte das Semifinale, in dem die Mannschaft im Elfmeterschießen an Ghana scheiterte und letztlich den dritten Platz belegte. Bei der WM-Endrunde 2014 war er wiederum Ersatztorhüter. Nach dem Abstieg des Klubs Ende des Jahres kehrte er nochmals zu Rangers International zurück. Später spielte er beim Delta Force FC.